# Бончелино (Равена)
Бончелино је насеље у Италији у округу Равена, региону Емилија-Ромања.
Према процени из 2011. у насељу је живело 154 становника. Насеље се налази на надморској висини од 12 м.